# 오사카부 북부 지진
오사카부 북부 지진(일본어: 大阪府北部地震 おおさかふほくぶじしん[*])은 2018년 6월 18일 오전 7시 58분경 일본 오사카부 북부에서 일어난 지진이다. 일본 기상청 규모 기준 규모 Mj 6.1이며, 진원 깊이는 13km이다. 오사카부 일부 지역에서 일본 기상청 진도 계급 기준 6약을 관측하였는데, 이는 1923년 근대적 지진 관측 이후 오사카부에서 최초로 진도 6약을 관측한 지진이었다.

## 진도
| 진도 | 도도부현 | 시정촌 |
| ---- | -------- | --- |
| 6약  | 오사카부 | 오사카시(기타구) 다카쓰키시 히라카타시 이바라키시 미노오시                                                            |
| 5강  | 오사카부 | 오사카시(미야코지마구 히가시요도가와구 아사히구 요도가와구) 도요나카시 스이타시 네야가와시 셋쓰시 가타노시 시마모토정 |
| 5강  | 교토부   | 교토시(나카교구 후시미구 니시쿄구) 가메오카시 나가오카쿄시 야와타시 오야마자키정 구미야마정                           |
| 5약  | 오사카부 | 오사카시(후쿠시마구 고노하나구 미나토구 니시요도가와구 이쿠노구) 이케다시 모리구치시 다이토시 도요노정 노세정         |
| 5약  | 교토부   | 우지시 조요시 무코시 교타나베시 난탄시 이데정 세이카정                                                                |
| 5약  | 시가현   | 오쓰시 |
| 5약  | 효고현   | 아마가사키시 니시노미야시 이타미시 가와니시시                                                                         |
| 5약  | 나라현   | 야마토코리야마시 고세시 다카토리정 고료정                                                                             |

## 같이 보기
- 2018년 지진
- 일본의 지진 목록
- 효고현 남부 지진